# Tuniški Arapi
Tuniski Arapi, narod arapsko-berberskog porijekla nastanjen u Tunisu, Libiji i Francuskoj. Populacija im 2000. iznosi oko 6,511,200 u Tunisu i 186,300 u Libiji u provinciji Tripolitania. Do stvaranja ovog naroda doći će pojavom arapskih osvajača koji će u 7. stoljeću prije Krista osvojiti zemlje tuniških berberskih plemena i izvršiti kompletnu islamizaciju i arabizaciju lokalnih plemena.
Kultura Tuniških Arapa nastajala je pod snažnim arapskim, berberskim i francuskim utjecajem, a u borbi za svoju nezavisnost oslobodili su se Francuske 1956. godine. Danas ih oko 20% živi u urbanim zajednicama u kojima je nedostatak stambenog prostora otjerao u imigracijska naselja gourbis. Nastambe u gourbisima su privremene kolibe, dok sretniji žive u bezprozornim zgradama s ravnim krovovima. Želja za boljim životom mnoge tuniške Arape otjerala je i u potragu za poslom u Libiju i Francusku. 
Tuniški Arapi su izuzetno gostoljubivi i ekstremno lojalni obitelji i prijateljima. Pod zapadnjački utjecajem danas mnogi nose zapadnjačka odijela ili osobitu mješavinu zapadnjačkog i arapskog stila, a žene na javnim mjestima više ne nose velove. 
Jezik Tuniških Arapa je ifriqi ili maghribi. Najpoznatiji kulinarski specijalitet je couscous (kuskus). 